# Kiang
De kiang (Equus kiang) is de grootste van de wilde ezels. De soort komt voor in het Tibetaans Hoogland, waar ze leven in graslanden van 4000 tot op 7000 meter hoogte. Ze komen voor in Ladakh, Jammu Kasjmir, het noorden van Nepal en in China. De populatie bestaat uit 60.000 tot 70.000 dieren, waarvan 90% in China leeft.
De Kiang heeft een gemiddelde schouderhoogte van 140 cm. De vacht is kastanjebruin, in de winter donkerder bruin en in het einde van de zomer, roodachtig bruin. 

## Ondersoorten
De Kiang heeft vier ondersoorten, die hebben geografisch verschillende populaties en hun morfologie verschilt op grootte, vachtkleur, schedelgrootte en de vorm van de romp. De Oostelijke Kiang is de grootste ondersoort en de zuidelijke de kleinste.
- Westelijke Kiang, Equus kiang kiang Moorcroft, 1841
- Oostelijke Kiang, Equus kiang holdereri Matschie, 1911
- Zuidelijke Kiang, Equus kiang polyodon Hodgson, 1847
- Noordelijke Kiang, Equus kiang chu Hodgson, 1893

Abessijnse ezel ·
Albanese ezel ·
Algerijn ·
Amerikaanse mini-ezel ·
Amiata ·
Anatolische ezel ·
Andalusische ezel ·
Ane Gascogne ·
Arcadische ezel ·
Argentato di Sologno ·
Asinara ·
Asino Sardo ·
Asno Balear ·
Asno de las Encartaciones ·
Balkan ezel ·
Barockesel ·
Bourbonnais ·
Bulgaarse ezel ·
Burro ·
Castel Morrone ·
Catalaanse ezel ·
Corsicaanse ezel ·
Cotentin ·
Cyprus ezel ·
Dwergezel ·
Ellinikon ·
Fariñeiro ·
Graciosa ·
Grand Noir du Berry ·
Grigio Siciliano ·
Herzegovijnse ezel ·
Huisezel ·
Ierse ezel ·
Indische wilde ezel ·
Istarski Magarac ·
Karakacan ·
Kiang ·
L'Âne de L'Ile de Ré ·
Majorera ezel ·
Mallorcaanse ezel ·
Maltese ezel ·
Mammoth Jackstock ·
Martina Franca ·
Merzifon ·
Mirandese ezel ·
Mongoolse wilde ezel ·
Muildier/muilezel ·
Mula ·
Normandische ezel ·
Nubische wilde ezel ·
Onager ·
Pantelleria ·
Parlagi Szamár ·
Pantesco ·
Pega ·
Poitou-ezel ·
Ponui ·
Primorsko Dinarski Magarac ·
Provençaalse ezel ·
Pyrenese ezel ·
Ragusa ·
Romagnolo ·
Sardijnse ezel ·
Sjeverno-Jadranski Magarac ·
Somalische wilde ezel ·
Spotted donkey ·
Standard donkey ·
Thüringer Waldesel ·
Verbeterde Hongaarse ezel ·
Viterbese ·
Waalse ezel ·
Wilde ezel ·
Zamorano-Leonés ·
Zweedse ezel